# Chiesa di Santa Maria Assunta (Serravalle)
La chiesa di Santa Maria Assunta è un edificio religioso settecentesco costruito al posto di una chiesa preesistente a Semione, frazione di Serravalle.

## Storia
L'edificio risale al Medioevo: la prima citazione della chiesa è del 1207, ma la chiesa, a giudicare dal campanile (tuttora conservato in gran parte nella sua forma originaria, pur modificata negli due piani più elevati), è probabilmente dell'XI secolo. Fra il 1731 e il 1736 fu radicalmente ricostruita.
In una cappella adiacente è riportata un'iscrizione del 1515 raffigurante il livello che raggiunsero le acque nell'ambito del lago creato da un franamento prima della buzza di Biasca.